# Adão Silva (político)
Adão José Fonseca Silva (1 de outubro de 1957) é um deputado e político português. Ele é deputado à Assembleia da República na XIV legislatura pelo Partido Social Democrata. É licenciado em Línguas e Literaturas Modernas - Estudos Portugueses e Franceses.
Foi Presidente do Grupo Parlamentar do PSD. Atualmente assume as funções de Vice-Presidente da Assembleia da República.